# Про шлюби малоросів
«Про шлюби малоросів» (рос. О браках малороссов) — таємний указ російської імператриці Анни Іванівни від 31 січня 1734 року щойно призначеному правителю Малоросії князю О.Шаховському. Мав запроваджуватися у руслі загальноімперської політики русифікації в умовах поступової ліквідації залишків української державності. 
Викликаний донесеннями про часті шлюби українців із білорусами і поляками та «іншими іноземцями», що, як зазначено в указі, «суперечить нашому інтересу».
Князю О.Шаховському наказувалося докладати чимало зусиль для таємного заохочення «спритним чином», аби «малоросійський народ охоту мав своячитися і до шлюбу вступати з нашим великоруським народом». Містить посилання на «особливий намір» російського імператора Петра I здійснити подібні заходи.
Не вміщений до «Полного собрания законов Российской империи». Уперше повністю оприлюднений у «Киевской старине» 1905 за текстом із Московського архіву Міністерства юстиції Російської імперії із сигнатурою: «№ 79/1806» (нині Російський державний архів давніх актів).

## Текст
| Указ императрицы Анны Ивановны правителю Малороссии князю Шаховскому — о браках малороссов. Секретнейшей к князю Шаховскому. Понеже мы убедились, что смоленская шляхта с малороссийскими жителями в свойство вступает, и со обоих сторон сыновей женят, и дочерей выдают, что кажется противно нашему интересу, а за пристойнее и полезнее разсуждаетца, дабы оной малороссийской народ охоту имел своитца, и в свойство вступать с нашим великороссийским народом (как было особливое намерение к тому их привесть блаженныя и высокодостойныя памяти Государя Дяди Нашего (Т. е. императора Петра перваго), того ради повелеваем вам, дабы вы по вашему искуству секретно под рукою особливо трудились малороссиян от свойства с Смоляны и с поляки и з другими зарубежными жителями отводить, а побуждать их и искусным образом приводить в свойство с великороссийскими, и пристойными разсуждении дабы они своилисъ и в свойство вступали более с нашими великороссийскими подданными, и сие содержать секретно. Анна. Генваря 31, 1734 года. (Моск. Арх. м-ства юстиции, № 79/1806). |